# Arzenov bron
Arzenov bron je zlitina v kateri je bakru namesto običajnega kositra primešan arzen. Zlitine bakra in arzena ali katere druge kovine, na primer kositra, imajo boljše mehanske in livne lastnosti od njenih posameznih komponent.
Bakrove rude so pogosto kontaminirane z arzenovimi spojinami, zato se izraz "arzenov bron" v arheologiji običajno uporablja samo za zlitine z več kot 1% arzena, da se razlikujejo od tistih, v katerih je arzen prisoten po naključju.

## Prazgodovina
| Ore name    | Kemijska formula |
| ----------- | ---------------- |
| Arzenopirit | FeAsS            |
| Enargit     | Cu3AsS4          |
| Olivenit    | Cu2(AsO4)OH      |
| Tenantit    | Cu12As4S13       |
| Malahit     | Cu2(OH)2CO3      |
| Azurit      | Cu3(OH)2(CO3)2   |

Arzenov bron se pojavlja v arheoloških najdbah po celem svetu. Najstarejši znani primerki so z visoke iranske planote iz 5. tisočletja pr. n. št.
Arzen je prisoten v številnih bakrovih rudah, prikazanih v Preglednici 1, zato se onečiščenju bakra z nekaj arzena na da izogniti. Kljub temu še vedno ni povsem jasno, kako so v prazgodovini bakru dodajali arzen: je bil prisoten v bakrovi rudi ali so ga bakru zavestno dodali kasneje.
Postope je mogoče rekonstruirati iz sestave bakrovih rud, ki so večinoma sulfidne. Površinske rude vsebujejo predvsem okside, včasih tudi nekaj kovinskega  bakra. Večino bakra in bakrovih mineralov je izprala voda in jih odložila na sekundarnih rudiščih, v katerih je veliko mineralov, vključno s tenantitom, ki vsebuje arzen, baker in železo. V prazgodovini so se zagotovo najprej izkoriščala površinska rudišča. Z nekaj kopanja so postala dostopna tudi globlja rudišča in se izkazala za bolj kakovostna.
Za pridobivanje arzenovega brona iz tako različnih vrst so na razpolago štirje postopki:
- Neposredno dodajanje kovin ali rud, ki vsebujejo arzen, na primer realgarja, raztaljenemu bakru.

Metoda je mogoča, vendar ni dokazana.
- Redukcija antimon vsebujočih bakrovih arzenatov ali drugih rud, v kateri nastane zlitina z visoko vsebnostjo antimona in arzena.

Metoda je povsem izvedljiva.
- Redukcija praženih bakrovih arzenidov, na primer tenantita in enargita.

V tem postopku nastajajo strupene pare arzenovih oksidov, pri čemer se večina v rudi prisotnega arzena izgubi.
- Sočasno taljenje zmesi oksidnih in sulfidnih rud, na primer malahita in arzenopirita.

Postopek dobro deluje. Nevarne pare se razvijajo v majhnem obsegu, ker gre za reakcijo med dvema kemično različnima mineraloma.
Thornton in njegovi sodelavci domnevajo, da se je v procesu pridobivanja bakra namerno pridobival železov arzenid, se kot tak tržil in kot dodatek k raztaljenemu bakru uporabljal za proizvodnjo arzenovega brona.
Med najdbami iz arzenovega brona so najrazličnejši predmeti, od sekir do ornamentov. Predmeti so se izdelovali z ulivanjem v kamnite ali glinaste kalupe. Po ohlajanju so se  polirali, rezila sekir pa so se  z vročim kovanjem stanjšala in utrdila. Končni izdelki so se tudi gravirali ali kako drugače okrasili.

## Prednosti arzenovega brona
Arzen je bil na sprva v bakru prisoten verjetno zaradi njegove visoke vsebnosti v bakrovi rudi. Njegova uporaba se je nadaljevala verjetno iz več razlogov. 
Prvič, arzen deluje kot reducent, ki v vroči kovini reagira s kisikom in tvori hlapne okside, ki se izhlapijo iz raztaljene kovine. Če bi v bakru raztopljen kisik po ohlajanju ostal v bakru bi se izločil na mejnih ploskvah kristalov in v veliki meri zmanjšal žilavost izdelka. Arzen po drugi strani povečuje tveganje, da bo izdelek porozen. Pri redukciji namreč lahko nastaja vodik, ki se raztopi v talini, pri ohlajanju pa se izloči in tvori mehurčke. Mehurčki se iz kovine lahko iztisnejo s kovanjem, s čimer se bistveno poboljšajo njene mehanske lastnosti.
Drugič, zlitina je mnogo trša od čistega bakra in zato uporabna za sekire in rezila. Trdota narašča z vsebnostjo arzena. Zlitina je obdelavna na širokem temperaturnem območju brez strahu, da bi postala krhka. Izboljšanje mehanskih lastnosti je opazno že pri majhnih vsebnostih arzena: dodatek 0,5-2 % arzena poveča trdoto in natezno trdnost za 10-30 %.
Tretje, prava vsebnost arzena da izdelku srebrn lesk. Bodala in drugi izdelki iz arzenovega brona, odkriti na Kavkazu in drugod  po svetu, kažejo, da so starodavni mojstri znali izdelati predmete z visoko vsebnostjo arzena samo na njihovi površini. Mehiški zvonovi so imeli tako visoko vsebnost arzena, da so imeli srebrn videz.

## Najdišča in civilizacije
Arzenov bron so uporabljale številne družbe in kulture po celem svetu, najprej na Iranski planoti. Njim so sledile družbe v bližnji Mezopotamiji, sedanjem Iranu, Iraku in Siriji. Uporabljal se je od 4. tisočletja pr. n. št. do sredine 2. tisočletja pr. n. št., se pravi skoraj 2000 let. Vsebnost arzena v najdbah iz tega obdobja je zelo različna, zato ni mogoče ugotoviti, koliko ga je bilo dodanega namerno in koliko ga je kot nečistočo prispevala ruda. Med družbami, ki so uporabljale arzenov bron so bili Akadci, prebivalci Ura in Amoriti. Vse omenjene družbe so bile iz porečja Tigrisa in Evfrata, od koder se je v bronasti dobi razširil po celem Bližnjem vzhodu.
V zakladu iz bakrene dobe iz Nahal Mišmarja v Judejski puščavi zahodno od Mrtvega morja je več predmetov iz arzenovega brona z 2-4% arzena in arzenovega bakra, ulitih v vosek. Predmeti so najstarejši znani predmeti, uliti po tej zelo zapletenem postopku. Datiranje trsja, v katerega so bili predmeti zaviti, kaže, da so iz obdobja okoli leta 3500 pr. n. št. ali celo starejši. V tem obdobju je bila raba bakra razširjena po celem Levantu, kar kaže na velik tehnološki razvoj, vzporeden z razvojem družbe v tej regiji.
Sulfidni depoziti so pogosto mešanica sulfidov več kovin, na primer bakra, cinka, srebra, svinca, arzena in drugih. Sfalerit (ZnS2), na primer, je v depozitih bakrovega sulfida dokaj pogost. Iz njiju lahko nastane medenina, ki je trša in bolj trajna od bakra. Za zlitine je na splošno značilno, da imajo boljše lastnosti od njihovih čistih komponent.
Arzenov bron se je po trgovskih poteh razširil do severozahodne Kitajske. Za tam najdene izdelke še vedno ni povsem jasno ali so prišli tja po trgovskih poteh ali bili proizvedeni lokalno iz tamkajšnjih rud. Bolj verjetno je, da so bili proizvedeni lokalno, čeprav po drugi strani kažejo tipske povezave z evrazijskimi stepami.
V eneolitskem obdobju  sta arzenov bron poznali tudi kulturi  Remedello in Rinaldone (2800-2200 pr. n. št.) v severni Italiji. Zgleda, da bil arzenov bron edina zlitina, ki je bila v tistem obdobju v rabi v sredozemskem bazenu.
V Južni Ameriki je bil arzenov bron prevladujoča zlitina v Ekvadorju in severnem in osrednjem Peruju, kjer so nahajališča z arzenom bogatih bakrovih rud. V južnih in centralnih Andih, južnem Peruju, Boliviji in delu Argentine prevladujejo bakrove rude, bogate s kositrovo rudo kasiterit, zato arzenovega brona niso poznali.
Sikanska kultura v severozahodnem obalnem Peruju je znana po rabi arzenovega brona v obdobju od 900 do 1350 n. št. V Andih so vzporedno z arzenovim  uporabljali tudi  kositrov bron, verjetno zaradi dobre kovnosti. Iz njega so izdelovali predvsem zelo cenjene tanke plošče.

## Raba po bronasti dobi
Arheološke najdbe v Egiptu, Peruju in na Kavkazu kažejo, da se je arzenov bron proizvajal vzporedno s kositrovim bronom. V Tepe Jahji v južnem Iranu se je uporabljal še v železni dobi za izdelavo nakita in okrasnih predmetov, kar kaže, da prehod z ene zlitine na drugo kljub temu, da je imela boljše lastnosti, ni bil enostaven. Kositrov bron ima nekaj izrazitih metalurških prednosti,  nekateri zgodnji avtorji pa kot vzrok za zamenjavo omenjajo tudi škodljive vplive arzenovega brona na človeško zdravje. Kositrov bron ima podobne lastnosti kot arzenov, vendar ne zahteva  nobene dodatne mehanske obdelave za doseganje uporabne trdote. Druga prednost kositrovega brona je, da se lahko kositer v ciljnih količinah dodaja neposredno v talino bakra, kar pri arzenovem bronu ni mogoče.

## Vplivi arzenovega brona na zdravje
Elementarni arzen začne pri 615°C izparevati in se med taljenjem in/ali ulivanjem izgublja iz taline. Na zraku oksidira v arzenov trioksid (As2O3). Arzenove pare so škodljive za oči, pljuča in kožo.
Kronične zastrupitve z arzenom vodijo do periferne nevropatije, ki lahko povzroči slabotnost nog in stopal. Domneva se, da je bila ravno zastrupitev z arzenom vzrok za legendo o ohromelih kovačih, kakršen je bil bog Hafajst.
Dobro ohranjena mumija Ötzija, ki je živel okoli leta 3200 pr. n. št. in so jo našli v Ötztalskih  Alpah, ima v laseh veliko vsebnost bakra in arzena. To in njegova bakrena sekira, ki vsebuje kar 99,7% bakra, kažeta, da je Ötzi sodeloval v procesu proizvodnje in/ali predelave bakra.

## Sodobna raba
Arzenov bron se v sodobnem času uporablja zelo redko. Njegov najbližji ekvivalent je arzenov baker, ki je definiran kot baker z manj kot 0,5% arzena. Arzen v bakru ni zaželen, ker zmanjšuje njegovo električno prevodnost: 0,05% arzena v čistem bakru jo zmanjša za 15%, 0,5% arzena pa za kar 30%.